# Ryan Corr
Ryan Corr (ur. 15 stycznia 1989 w Melbourne) – australijski aktor, znany z serialu Na wysokiej fali.

## O aktorze
Ukończył szkołę East Doncaster Secondary Collage. Swoją karierę zaczął w wieku 13 lat - wówczas wystąpił w filmie "Opraholic". Grał również w innych produkcjach, m.in. w serialu Na wysokiej fali "Blue Water High", gdzie wcielił się w rolę Erica Tannera. Corr ma młodszą siostrę – Alyce. Mieszka obecnie w Sydney i studiuje.

## Filmografia

### Filmy
- 2009: Gdzie mieszkają dzikie stwory (ang. Where the Wild Things Are) jako przyjaciel Claire
- 2010: Before the Rain jako Max
- 2012: Not Suitable for Children jako Gus
- 2013: 6 Plots jako Marty
- 2013: Wolf Creek 2 jako Paul Hammersmith
- 2014: The Water Diviner (2014) jako Arthur Connor
- 2015: Holding the Man jako Timothy Conigrave
- 2016: Hacksaw Ridge jako por. Manville (w produkcji)

### Seriale
- 2003: The Sleepover Club jako Mattew McDougal
- 2004: Silversun jako Sheng Zammett
- 2005: Scooter: Secret Agent jako Freddie
- 2005: Policjanci z Mt. Thomas (ang. Blue Heelers) jako Zac Bronski (w odc. "Playing by the Book")
- 2006: Na wysokiej fali (ang. Blue Water High) jako Eric Tanner (26 odcinków)
- 2006: Sąsiedzi (ang. Neighbours) jako Charlie Hoyland (w odc. "You're a Big Boy Now")
- 2010: Underbelly: The Golden Mile jako Michael Kanaan
- 2010: W pętli życia (ang. Tangle) jako Isacc
- 2009 - 2013: Chata pełna Rafterów (ang. Packed to the Rafters) jako Coby Jennings
- 2014 – 2015: Love Child jako Johnny Lowry
- 2014: The Moodys jako Sammy (w jednym odcinku)
- 2015: Banished jako szeregowy MacDonald
- 2016: Wanted jako Chris Murphett
- 2016: Cleverman jako Blair Finch